# قرار مجلس الأمن التابع للأمم المتحدة رقم 1921
قرار مجلس الأمن التابع للأمم المتحدة رقم 1921، المتخذ بالإجماع في 12 مايو 2010، بعد التذكير بالقرارات 1740 (2007) و1796 (2008) و1825 (2008) و1864 (2009) و1879 (2008) و1909 (2009)، مدد المجلس ولاية بعثة الأمم المتحدة في نيبال حتى 15 سبتمبر 2010 وشدد على ضرورة اتخاذ الترتيبات لسحب البعثة بحلول ذلك التاريخ.
وأشار مجلس الأمن إلى اتفاق السلام الشامل بين حكومة نيبال والحزب الشيوعي النيبالي الموحد (الماوي) وأعرب عن دعمه لذلك الاتفاق. وأعرب عن قلقه من أن الموعد النهائي لإصدار دستور جديد هو 28 مايو 2010 وأن كلا الطرفين لم يتوصل بعد إلى توافق في الآراء أو jتمديد فترة ولاية الجمعية التأسيسية. وأشار إلى ضرورة تعاون الأطراف النيبالية مع الأمم المتحدة في مجالات مثل مراقبة الأسلحة وتسريح أفراد الجيش غير المؤهلين.
ومُددت ولاية بعثة الأمم المتحدة في نيبال لمدة أربعة أشهر أخرى بناءً على طلب الحكومة النيبالية، مع مراعاة استكمال بعض جوانب التفويض وعملية التحقق الجارية. وحث المجلس الأطراف النيبالية على الاستفادة الكاملة من بعثة الأمم المتحدة في نيبال في دعم عملية السلام. واعترف المجلس بأن التدابير قد صيغت في الأصل على أنها حلول قصيرة الأجل وليست حلول طويلة الأجل، وحث البعثة على بدء الاستعدادات لانسحابها.
تمت دعوة كل من الحكومة النيبالية والحزب الشيوعي النيبالي الموحد (الماوي) إلى تنفيذ جدول زمني لإدماج وإعادة تأهيل أفراد الجيش الماوي، وضمان سلامة موظفي الأمم المتحدة ومواصلة الانتقال إلى حل طويل الأجل لتمكين نيبال لتحريك مستقبل ديمقراطي. واختتم القرار، الذي صاغته المملكة المتحدة، بالطلب من الأمين العام بان كي مون تقديم تقرير بحلول الأول من سبتمبر 2010 بشأن تنفيذ القرار الحالي.